# Свидание (фильм, 1982)
«Свидание» — советский художественный фильм режиссёра Александра Итыгилова.

## Сюжет
Клавдия Алексеевна, деловая женщина, приезжает в родной город на открытие филиала института культуры, где встречает бывшего мужа Ивана.

## В ролях
- Ольга Матешко — Клавдия Алексеевна
- Александр Михайлов — Иван
- Галина Макарова — мать Клавдии
- Евгений Буренков — Михаил Панкратович
- Пантелеймон Крымов — Святослав Саввич
- Наталья Сайко — Калерия Петровна
- Сергей Никоненко — Марчевский
- Елена Зубович — Ирина